# اریدو پیزیر
اریدو پیزیر (به انگلیسی: Erridupizir) فرمانروای اهل گوتی سومر بود که در سال‌های حدود ۲۱۴۱ پیش از میلاد تا ۲۱۳۸ پیش از میلاد حکومت می‌کرد. فرمانروایی او از کتیبه‌های سلطنتی یافت‌شده در نیپور تأیید می‌شود که خودش را «شاه گوتی، شاه چهارگوشهٔ جهان» می‌نامد. سپس ایمتا جانشین او شد.
پس از سقوط امپراتوری اکدی به دست گوتی ها، لولوبیان بر اساس کتیبه های اریدوپیزیر علیه او شورش کردند.